# Adama strigulatus
Adama strigulatus är en insektsart som beskrevs av Melichar 1905. Adama strigulatus ingår i släktet Adama och familjen dvärgstritar. Inga underarter finns listade i Catalogue of Life.